# Мачак у Чизмама (филм из 2011)
Мачак у Чизмама (енгл. Puss in Boots) америчка је рачунарско-анимирана филмска комедија из 2011. године, коју је произвео DreamWorks Animation. Режију потписује Крис Милер, а сценарио Том Вилер, по причи Брајана Линча, Вила Дејвиса и Вилера. Гласове позајмљују: Антонио Бандерас, Салма Хајек, Зак Галифанакис, Били Боб Торнтон, Ејми Седарис и Констанс Мари.
Спиноф је франшизе Шрек, темељи се на бајци Мачак у Чизмама Ђованија Франческа Страпароле, а прати причу о пореклу Мачка у Чизмама и његовим пустоловинама пре догађаја у филму Шрек 2 (2004). У пратњи својих пријатеља — Хамптија Дамптија и Кити Мекошапић — Мачак се бори против Џека и Џил, одметника који поседују легендарни магични пасуљ који води до великог богатства.
Премијерно је приказан 16. октобра 2011. године, док је 28. октобра пуштен у биоскопе у САД, односно 1. децембра у Србији. Добио је позитивне рецензије критичара и зарадио 555 милиона долара. На 84. додели Оскара, био је номинован за најбољи анимирани филм. Телевизијски спиноф, Пустоловине Мачка у Чизмама, приказивао је Netflix од јануара 2015. до јануара 2018. године. Наставак, Мачак у Чизмама: Последња жеља, премијерно је приказан у децембру 2022. године.

## Радња
Мачак у Чизмама је антропоморфни мачак који прича шпански, а име је добио по свом чувеном пару чизама. Бежећи од закона, Мачак настоји да поврати изгубљену част. Једне ноћи, он сазнаје да Џек и Џил, одметнички пар убица, поседују чаробни пасуљ који је дуго тражио, а који га може одвести до легендарног џиновог замка, где може пронаћи Гуску која леже златна јаја. Када Мачак покуша да украде пасуљ, мачка по имену Кити Мекошапић га прекида. Она такође жели да украде пасуљ, а унајмио ју је Хампти Александар Дампти, јаје које прича и Мачков давно отуђени пријатељ из детињства из сиротишта у којем су обојица одрасли. Мачак прича Кити о свом пореклу и како се осећао изданим од Хамптија, који га је преварио да му помогне у пљачки банке у његовом шпанском родном граду Сан Рикарду, и зашто је од тада у бекству. Хампти на крају убеђује Мачка да им се придружи у проналажењу пасуља и узимању златних јаја.
Веза Мачка и Кити постаје љубавна и, упркос његовој првобитној неповерљивости према Хамптију, он се поново зближава с њим, док њих троје краду пасуљ од Џека и Џил, након чега га саде у пустињи. Стабљика пасуља брзо расте, носећи их у облаке, где улазе у џинов замак, а Хампти открива Мачку да иако је џин умро давно, ипак морају да избегну „Велики терор” који чува златна јаја. Убрзо схватају да су златна јаја претешка и одлучују да украду Златну гуску након што су је видели да полаже минијатурна златна јаја. Успевају да побегну из замка и посеку стабљику пасуља. Након славља, упадају у заседу Џека и Џил, а Мачак је онесвешћен.
Када се пробуди, Мачак претпоставља да су Хампти и Кити отети и прати трагове Џека и Џил назад до Сан Рикарда. Тамо сазнаје да је отмица инсценирана. Џек, Џил и Кити раде за Хамптија, који је желео да се освети Мачку зато што га је напустио током неуспеле пљачке банке. Мачак је окружен градском милицијом и предаје се у складу са молбама своје хранитељке Имелде. Мачак је одведен у затвор, а Хамптија славе као хероја јер је мештанима донео богатство златних јаја.
Мачак упознаје Ендија „Џека” Бинстока у затвору, који открива да му је Хампти украо пасуљ када су делили ћелију пре много година, и упозорава Мачка да је Велики терор заправо мајка Златне гуске, огромна птица која се неће зауставити ни пред чим да би спасила своје дете. Мачак схвата да је Хамптијева намера све време била да намами Велики терор, надајући се да ће уништити град у знак освете за његово хапшење, током чега би побегао са гушчетом. Кити ослобађа Мачка из затвора и извињава му се, откривајући своја осећања према њему. Он на време проналази Хамптија и убеђује га да се искупи тако што ће помоћи у спасавању града од уништења. Користећи гушче као мамац, Мачак и Хампти су у стању да намаме Велики терор ван града. Уз Китину помоћ, они такође спречавају Џека и Џил да украду гушче током метежа. Док стигну до периферије града, Хампти и гушче су оборени са моста који се руши, али успевају да се придрже за конопац који Мачак зграби. Када постане очигледно да Мачак не може да их спасе обоје, Хампти се жртвује пуштајући га. Након пада, Мачак открива да је Хампти био велико златно јаје испод своје љуске. Гушче је враћено својој мајци, која однеси остатке Хамптијевог златног јајета назад у џинов замак.
Упркос томе што су га мештани прогласили херојем јер је спасио Сан Рикардо, Мачак је и даље бегунац у очима милиције. Он се поново састаје са Имелдом, која изражава свој понос и љубав према њему, пре него што побегне са Кити, која му из шале краде чизме и бежи. У епилогу, Џек и Џил се опорављају од повреда, Хамптијев дух се појављује, у свом нормалном облику у костиму од златног јајета, плешући на леђима Великог терора са њеним гушчетом, а Мачка и Кити се љубе.

## Улоге
| Улога           | Изворни глас     | Српски глас      |
| --------------- | ---------------- | ---------------- |
| Мачак у Чизмама | Антонио Бандерас | Марко Живић      |
| Хампти Дампти   | Зак Галифанакис  | Ненад Ненадовић  |
| Кити Мекошапић  | Салма Хајек      | Александра Томић |